# Stygnomma monagasiensis
Stygnomma monagasiensis – gatunek kosarza z podrzędu Laniatores i rodziny Stygnommatidae.

## Występowanie
Gatunek występuje na Wenezueli.